# بلعيمة
يستخدم المصطلحان بلعم (بالإنجليزية: macrophage)‏ وبليعم (بالإنجليزية: microphage)‏ في علم البيئة لوصف الكائنات غير ذاتية التغذية والتي تستهلك الطعام بطريقتين مختلفتين. كلاهما بلعم وبليعم تعني ابتلاع الطعام الصلب ومعالجته خلال بعض أنواع القنوات الهضمية. بلعم تعني بلع قطع الطعام بشكل فردي بينما، بليعم تعني بلع الطعام على شكل كتل كبيرة دون تغييرها إلى شكل فردي.
هنالك صنف آخر من الكائنات غير ذاتية التغذية، يعتمد على آلية التغذية المعروفة بـ(أوسموزية التغذية)، والمكونة من (الفطريات والبكتيريا في الأصل) التي تمتص الكائنات الحية العضوية، مباشرةً عن طريق غشائها الخلوي.
مصطلحان بلعم وبليعم كانت تُستخدم في الأصل في هذا الاتجاه بواسطة جوردن وهيرش، بالرغم من استخدامها في نصوص علم البيئة في الآونة الأخيرة كما في 2002، واليوم يُستخدمان في المقام الأول لوصف نوعين مختلفين من خلايا الدم البيضاء في الجهاز المناعي للفقاريات.